# Papir de Berlín 6619
El Papir de Berlín 6619, senzillament dit el Papir de Berlín quan el context el fa clar, és un document de papir egipci antic de l'Imperi mitjà, segona meitat del 12è o 13a dinastia. Els dos fragments llegibles van ser publicats per Hans Schack-Schackenburg dins 1900 i 1902.
El papir és una de les fonts primàries de matemàtiques egípcies antigues.
El Papir de Berlín conté dos problemes, el primer declarat com "l'àrea d'una plaça de 100 és igual a allò de dues places més petites. El costat d'un és ½ + ¼ el costat de l'altre." L'interès en la qüestió pot suggerir algun coneixement del teorema pitagòric, encara que el papir només mostra una solució sincera a una segona equació de grau sola dins un desconegut. En termes moderns, les equacions simultànies x2 + y2 = 100 i x² + y² = 100 = (3/4)x² + y² = 100 redueix a l'equació sola en y: ((3/4)y)2 x² + y² = 100 y2 = 100, donant la solució y = 8 i x = 6.